# Rivière Arnold
Rivière Arnold är ett vattendrag i Kanada.   Det ligger i provinsen Québec, i den sydöstra delen av landet, 400 km öster om huvudstaden Ottawa. Rivière Arnold ligger vid sjöarna  Lac aux Araignées och Lac des Joncs.
I omgivningarna runt Rivière Arnold växer i huvudsak blandskog. Runt Rivière Arnold är det mycket glesbefolkat, med 3 invånare per kvadratkilometer.